# Rap geek
O Rap Geek, também chamado de Nerdcore Brasileiro, Música Geek, Rap de anime, Rap Nerd, entre outras nomenclaturas, é um subgénero do rap focado no universo geek. É responsável por bilhões de visualizações e reproduções em plataformas digitais de streaming, tendo seu maior enfoque no Youtube, porém contando com Spotify, Deezer, entre outras.
O gênero, o qual teve seu início nos Estados Unidos, apareceu pela primeira vez no Brasil por meio do artista Flick com músicas baseadas em Dragon Ball. Contudo, o gênero conquistou sua popularidade por conta do artista Player Tauz e do grupo 7 Minutoz, sendo estes as maiores referências musicais do estilo por volta de 2014 até 2019. Durante este período, o estilo musical presente no Rap predominava não somente nos maiores artistas, como nos emergentes cantores e compositores destes anos. A importância destes artistas era tanta que estes participaram de grandes programas de TV do Brasil, como por exemplo o Programa do Raul Gil e o Domingão do Faustão.
A grande popularização do Rap Geek se deve a música "Rap da Akatsuki (Naruto) - OS NINJAS MAIS PROCURADOS DO MUNDO | NERD HITS", publicada pelo grupo 7 Minutoz no dia 17 de maio de 2020 e que, até o momento da edição (16 de junho de 2024), conta com mais de 220 milhões de visualizações no Youtube, ocupando o posto de música mais popular do estilo musical.
Grande parte dos artistas de nome do ano de 2020 passaram por uma repaginação neste mesmo ano, trazendo pela primeira vez novas formas de criar música baseadas em personagens, como por exemplo os artistas Tk Raps e Takeru, responsáveis pela popularização do canto focado em técnicas de distorção vocal, Vmz e MHRap, destacando o gênero músical Trap como referência, tendo inclusive o artista Vmz feito sucesso com músicas em outros gêneros musicais, como por exemplo a faixa "Plutão", reunindo mais de 50 milhões de visualizações no Youtube.
Uma prática comum no cenário geek é a formação das chamadas teams, sendo estes grupos formados por vários artistas do cenário unidos em projetos. A primeira team a popularizar-se foi a UnionZ, tendo esta sido oficialmente criada por volta de 2018 e tendo seu final em maio de 2022. Apesar disso, as duas teams mais influentes e com maior número de projetos foram a URT (Unlimited Rappers Team) e o Omnigrupo, tendo influenciado todo o rumo do gênero musical.
No final de 2020, os até então fã-dubladores Iron Master e Papyrus da Batata criaram o Omnigrupo, team criada com artistas novos no gênero e que lançaram uma sucessão de músicas de Ben 10, músicas estas que obtiveram grande sucesso dentre o público e foram responsáveis por influenciar os artistas futuros a não se prender aos temas mais comuns da cena musical, que, até dado momento, eram quase que exclusivamente sobre animes e mangás.
Por conta da Pandemia de Covid-19 e do grande sucesso da música acima, uma grande gama de artistas aderiram à cena musical trazendo abordagens novas e diferentes para o estilo, sendo os mais influentes os cantores Enygma, M4rkim, Anirap, Okabe, Rodrigo Zin, Mistery, entre muitos outros. Com essas novas mentes, foram incorporados ao gênero características de outros gêneros, dentre os quais se encontram o Trap, Rock, Pop, Drill, etc.
No dia 10 de março de 2024, deu-se início a primeira turnê organizada por uma equipe composta unicamente por artistas do meio, sendo esta nomeada como "7mz - A Turnê", o que desencadeou uma série de shows realizadas por outros cantores por todo o Brasil.